# Либерт, Иоганн Христофор
Иоганн Христофор Либерт (Либертус; 1699, Хайна, Северная Саксония — 1 августа 1757, Йена, Саксен-Веймар) — немецкий и российский астроном.
В 1735 году, подыскивая учёного, который бы мог совершить путешествие по Сибири вместе с Миллером и Гмелиным, Корф выписал из Берлина Либертуса, о котором дал отличный отзыв Вайдлер. В феврале 1736 года Либертус прибыл в Петербург и был определен при Академии профессором по кафедре астрономии. Но так как он решительно уклонялся от поездки в Сибирь, то 1 сентября 1737 года был уволен от службы, уехал обратно в Германию, и о судьбе его никаких дальнейших сведений не имеется.